# St. Josef (Matzerath)

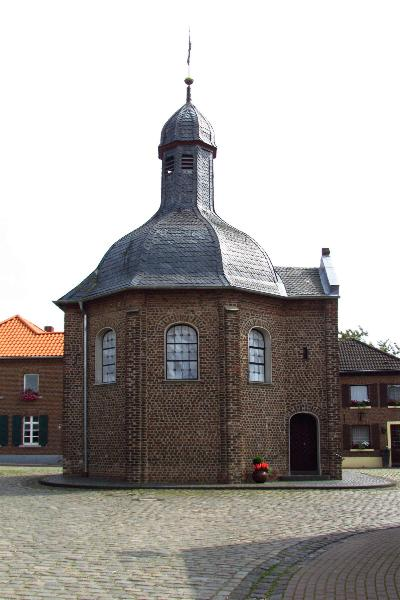
St. Josef in Matzerath

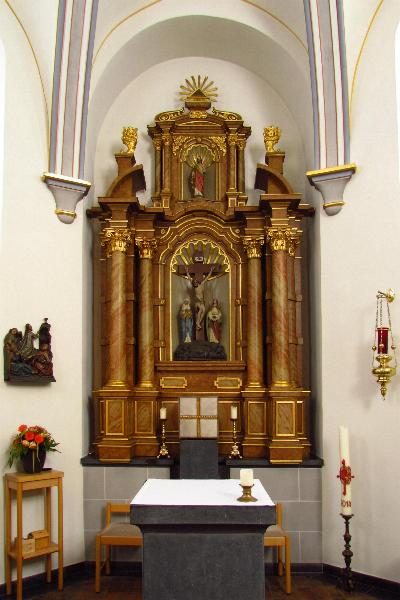
Hochaltar

St. Josef ist die römisch-katholische Kapelle des Ortsteils Matzerath der Stadt Erkelenz im Kreis Heinsberg (Nordrhein-Westfalen).
Die Kapelle ist unter Nummer 245 in die Liste der Baudenkmäler in Erkelenz eingetragen.

## Geschichte

### Gebäude
Die Matzerather Kapelle wurde im Jahr 1694 im Baustil des Barock errichtet. Vorher gab es vermutlich kein Gotteshaus im Ort. Stifter war der aus Matzerath stammende Peter Gehlen. Er war Kreuzherr im Kloster Hohenbusch. Das Bauwerk ist in Form eines Oktogons errichtet. Die Dachkonstruktion besteht wie typisch für den Barock aus einer geschweiften Haube und einer Laterne mit Zwiebelhaube.

### Pfarrzugehörigkeit
Bis 1558 war Matzerath eine Filiale der Pfarre Schwanenberg. Da diese jedoch mit der Herrschaft Wickrath um 1560 protestantisch wurde, kam die Filiale zur Pfarre St. Lambertus Erkelenz. Seit dem 1. Januar 2015 gehört Matzerath zur neuen Großpfarre Christkönig Erkelenz, nachdem die Pfarre St. Lambertus aufgelöst wurde.

## Ausstattung
Im Innern der Kapelle befindet sich ein barocker Hochaltar, der am 25. September 1696 vom Roermonder Bischof Reginald Cools geweiht wurde. Außerdem befinden sich im Innenraum eine Josefsfigur von 1720, eine Marienfigur aus Terrakotta von 1865, eine Ölberggruppe, die für einen Antwerpener Schnitzaltar um 1510 geschaffen wurde, und ein Kreuzigungsrelief aus Silber, das um 1700 geschaffen wurde.

## Glocken
Die Matzerather Kapelle St. Josef hat ein zweistimmiges Geläute in ihrem kleinen Glockenturm.
1. Glocke...a″...Eifeler Glockengießerei, Brockscheid........ im Jahre 2003
2. Glocke...h″...Bochumer Verein für Gusstahlfabrikationen... im Jahre 1947